# Alfabet mafii
Alfabet mafii – polski serial dokumentalny z roku 2004 w reżyserii Artura Kowalewskiego, Lidki Kazen i Krzysztofa Spiechowicza. Osoby te są również autorami scenariuszy poszczególnych odcinków produkcji. Lektorem był Piotr Borowiec, a dziennikarzami występującymi w serialu – Piotr Pytlakowski i Ewa Ornacka.
Tematem poszczególnych odcinków jest świat przestępczości zorganizowanej, działającej w Polsce w latach 90. XX wieku. Pojawiają się w serialu takie postacie świata przestępczego, jak:
- Andrzej Banasiak pseudonim „Słowik”,
- Marek Janusz Czarnecki ps. „Rympałek”,
- Andrzej Kolikowski ps. „Pershing”,
- Marian Klepacki ps. „Klepak”,
- Marek Medvesek ps. „Oczko”,
- Zbigniew Mikołajewski ps. „Carrington”,
- Wiesław Niewiadomski ps. „Wariat”,
- Henryk Niewiadomski ps. „Dziad”,
- Janusz Prasol ps. „Parasol”,
- Jarosław Sokołowski ps. „Masa”,
- Janusz Trela ps. „Krakowiak”.

## Lista odcinków
Serial składa się z 11 odcinków:
1. Prolog
2. „Masa”
3. Wersja „Masy”
4. „Oczko”
5. Prawda „Oczki”
6. „Dziad”
7. Wołomin
8. „Carrington”
9. „Krakowiak”
10. Pruszków – „Słowik”
11. Pruszków – „Pershing”